# Lista över artister som uppträtt på Arvikafestivalen efter år
Det här är en lista över artister som uppträtt på Arvikafestivalen ordnad efter år.

## 1992
- Anastasia
- Boghandle
- Cat Rapes Dog
- Dirty Ones
- Dismember
- Distortion Disaster
- Dr Wok and the Soul Syndicate
- Empty Bottles
- Eureka
- Nightclub Special
- Pappa
- Pouppée Fabrikk
- Psychotic Youth
- Rikard Wolff
- Ritual
- Rubber Shirt
- S.P.O.C.K
- Sator
- Seven Overdosing Elephants
- Shabblers
- Sleeping Ape, Comp C3
- Stonecake
- Stonefunkers
- Three More Than Jesus
- War Zone
- Vessleflesh
- Vomitory

## 1993
- Einstürzene Neubaten
- Atomic Swing
- Electric Boys
- Stonefunkers
- Die Krupps
- Pepps Blodsband
- Stars on Mars
- Popsicle
- Clawfinger
- Johan Johansson

(komplettering behövs)

## 1994
- Tool
- Electric Music
- Fleshquartet
- Bob Hund
- Type O Negative

(komplettering behövs)

## 1995
- 59 Times The Pain
- And One
- Bay Laurel
- Blissful
- Buckshot OD
- Candysuck
- Cardigans
- Children Within
- Covenant
- Crush
- CUM
- LCD
- Di Leva
- Feeding Nigel
- Fireside
- In Between
- Infinite Mass
- Majk Tajson
- Mary Beats Jane
- Millencolin
- Mindjive
- Mindpop
- Misery Loves Co.
- Mouth
- Mufflon 5
- Mora Per
- Nitzer Ebb (Inställd)
- Pineforest Crunch
- Popsicle
- Prodigy
- Puffin
- Randy
- Rootvälta
- Rotten Beak feat. Njurmännen
- S.P.O.C.K.
- Salt
- Sator
- Seven Overdosing Elephants
- Shredhead
- Sindy Kills Me
- Singer
- Sleeping Ape
- Somersault
- Stoned
- Stonefunkers
- Teddybears
- Thug
- TPIKSA
- Åka Bil

## 1996
- Abhinanda
- Archers of Loaf
- At The Gates
- Bassline Baby
- Breach
- Brick
- Charta 77
- Coca Carola
- De Lyckliga Kompisarna
- Dead Moon
- Dismember
- DJ ANTI
- DJ Hjalmar
- DJ Moment H
- Drugstore
- Elegant Machinery
- Fiwe
- Friends
- God Is My Co-Pilot
- Haujobb
- Him Kerosene
- Honey Is Cool
- Kent
- King Fisher
- Lame
- Levellers
- Liberator
- Olle Ljungström
- Ludo X
- Mazarine Street
- Mindjive
- Monster
- Motorpsycho
- Nefilim
- No Fun At All
- Page
- Pawky Metaws
- Popsicle
- Projekt Pitchfork
- R.A.M.M.theaterart
- Max Reich
- Refused
- Rotten Beak
- Sindy Kills Me
- Souls
- The Soundtrack Of Our Lives
- Starlet
- Starmarket
- SU-EN Butoh
- Techno Performance
- Teddybears
- Young Gods
- Yvonne

## 1997
- 59 Times The Pain
- Abhinanda
- Bear Quartet
- Biohazard (US)
- Blind Passengers (D)
- Bob Hund
- Bushdoctors
- Dance or Die (D)
- Den Flygande Bokrullen
- Di Leva
- Dilba
- Dublin Fair
- Fidget
- Fireside
- Fivel
- Front 242 (B)
- Eric Gadd
- Steve Gibson (CA)
- Gluecifer (N)
- Bob Hansson & Jean-Louis Huhta
- Honey Is Cool
- Jumper
- Lasse Liten Blues Band
- Lattjobolaget
- Loosegoats
- Loudean
- Macabaret (N)
- Mesh (UK)
- Môra Per
- Mine
- Nine
- Refused
- Reich/Szyber
- Restricted Area
- Robot
- S.P.O.C.K
- Sara & The Headphones
- Satanic Surfers
- Sorten Muld (DK)
- Space Age Baby Jane
- Speaker
- Starmarket
- SU-EN Butoh Company
- Superswirls
- T.P.I.K.S.A
- Three Blind Mice
- Tiptop BK
- Type O Negative (US)
- Zirkus Loko-Motiv (S/D/IRL)
- SHAKRA
- Matsuri Krembo (ISR)
- KOXBOX
- Blueroom (DK)
- UX
- Dragonfly (UK)
- DJ TRISTAN
- Flying Rhino (UK)
- DJ JEAN BORELLI
- Flying Rhino Xochi (DK)
- DJ ANTI
- Spiral Trax
- DJ DAVID
- Toxic Chillout with CLUB ANEMON

## 1998
- A/a Steppin Bros
- Apoptygma Berzerk (Norge)
- Backyard Babies
- Bad Cash Quartet
- Broder Daniel
- Caesar's Palace
- Cat Rapes Dog
- Covenant
- Daf.dos
- Dark Side Cowboys
- DJ Anti
- DJ Emok (Danmark)
- DJ Mark Allen (Storbritannien)
- DJ Sid Shanti (Storbritannien)
- DJ Zen (Nederländerna)
- Eat Static (Storbritannien)
- Fint Tillsammans
- Forced Into
- Freewheel
- Gluecifer (Norge)
- Grand Tone Music
- Incka
- Daf.Dos (Tyskland)
- Johannes Bergmark
- Ju Ju Space Jazz (Österrike)
- Katayama
- Kent
- Liberator
- Lok
- Malaise
- Moby (USA)
- Mopeds
- Nine, Freinds
- Orion (Danmark)
- Orup
- Petter
- Refused
- RÅ-mantik
- S.P.O.C.K
- Saft
- Samla Mammas Manna
- Sara
- Sideshow Bob
- Sista mannen på jorden
- Sophie Zelmani
- Soundrug
- Space Age Baby Jane
- Speaker bite me (Danmark)
- Synchro (dl)
- The Hives
- The Sisters of Mercy (Storbritannien)
- Thomas DiLeva
- Titiyo
- Två fisk och en fläsk
- Urga feat. Cirkus Cirkör
- Weeping Willows
- Vurma
- X-Dream (Tyskland)

## 1999
- A/A Steppin' Bros (S)
- Atari Teenage Riot (D)
- Atmos (S)
- Babalou Smith (S)
- Barusta (S)
- Ben-Hur (S)
- Bland Helgon Skurkar och Vanligt Folk (S) (Stefan Sundström, Kjell Höglund, Lars Winnerbäck Johan Johansson, Karin Renberg)
- bob hund (S)
- Bo Kaspers Orkester (S)
- Bozeman's Simplex (S)
- Broder Daniel (S)
- Bugsquad
- Sound Of Habib presents DJ Sidekick and DaPete (S)
- Das Ich (D)
- De/Vision (D)
- Di Leva (S)
- DJ Anti (S)
- DJ Dave the Drummer (UK)
- DJ James Monro (UK)
- DJ Max (IT)
- DJ Ste Van B (S)
- DJ Thomas Krome (S)
- Dritte Raum (D)
- El Musico (S)
- El Sheriffo feat. AKEM
- Promoe
- Kashal-Tee
- Crippo
- Karl Katharsis
- T.R.
- Seron
- Chords and Heli (S)
- Fidget (S)
- Funker Vogt (D)
- Gunnar Underground (S)
- Heed (S)
- Hellacopters (S)
- Hynek (S)
- Ingy (S)
- Johannes Bergmark
- Juno Reactor (UK)
- Kajsa Grytt och Malena Jönsson (S)
- Keystone Sinatra (S)
- LOK (S)
- Loosegoats (S)
- Loudean (S)
- Lucky People Center Visualsoundsystem (S)
- Lynx / Elias (UK/S)
- Mat åt Far (S)
- Materia Prima (F)
- Midnight Choir (N)
- Moder Jord Allstars (former Tiptop BK) (S)
- Mol feat. Beats SK (S)
- Motörhead (UK)
- Paradise Lost (UK)
- The Peepshows (S)
- Phone (S)
- Project Pitchfork (D)
- Project-X (S)
- Päronsoda (N)
- Raga Rockers (N)
- Rigmor Gustafsson (S)
- Rollins Band (US)
- Rundgung (S)
- S.P.O.C.K (S)
- S.U.N. Project (D)
- Saft (S)
- Sahara Hotnights (S)
- Shizuo (D)
- Sidewalk Headliners: Spotrunnaz & Looptroop (S)
- Son Kite (S)
- Sonny Crocket (S)
- Sparzanza (S)
- Statemachine (S)
- Stig Ekelöf Kvartett (S)
- Superheroes (DK)
- Tangocompaniet (S)
- The Hallucinogen (UK)
- The Jars (S)
- Tremolo Beer Gut (DK/S)
- Tribeca (S)
- Tummel (S)
- Venus Outback (S)
- Yellow Fever (S)
- Yvonne (S)

## 2000
- Adi Lukovac & Ornamenti (BA)
- Astral Projection (IL)
- Bob Log III (US)
- Bradbury (S)
- Caesar's Palace (S)
- Covenant (S)
- Cydonia (UK)
- DJ Anti (S)
- DJ Dino Psaras (UK)
- DJ Julian Liberator (UK)
- DJ Marcus (DE)
- DJ Rica (BR)
- Dipper (S)
- Dj Scotty (DE)
- Dj Sungeet (DE)
- Doktor Kosmos (S)
- Edson (S)
- Einstürzende Neubauten (DE)
- Elephant (S)
- Eric Gadd (S)
- Euroboys (N)
- Fantômas (US)
- Fields of the Nephilim (UK)
- Fläskkvartetten (S)
- Fu Manchu (US)
- Gluecifer (N)
- Groove Sensation (S)
- Gunnar Underground (S)
- Hayce (S)
- Highlight Tribe (FR)
- Hux Flux (S)
- Jack Brothers (S)
- Karate (S)
- Karl Bartos (DE)
- Laibach (SI)
- Lars Winnerbäck (S)
- Liberator (S)
- Luke Slater (UK)
- M Hederos & M Hellberg (S)
- Man With No Name (UK)
- Mesh (UK)
- Misery Loves Co. (S)
- Moa (S)
- Moby (US)
- Petter (S)
- Planet Superfly (S)
- Pluxus (S)
- Rockmonster (S)
- Sadovaja (S)
- Saint Etienne (UK)
- Sissy Prozac (S)
- Skin to skin (S)
- Sonny Crockett (S)
- Tarsis (DE)
- The Dreadnoughts (S)
- The Facer (S)
- The Source Experience (S)
- Thomas P Heckmann (DE)
- Trio Bödvar med gäster (S)
- Ulf Lundell (S)
- Ulf Stureson (S)
- VNV Nation (UK)
- Wannadies (S)
- We (N)

## 2001
- Aavikko
- And One
- Backlash
- Bertine Zetlitz
- Bigelf
- Bomb
- Bravo 6
- Brick
- Brut Boogaloo
- Cato Salsa Experience
- The Curfew
- Dead Brothers
- Diamond Dogs
- Dozer
- Dub Sweden
- Electric Universe
- Euroboys
- Fattaru
- First Floor Power
- Freddie Wadling
- Gary Numan
- Haldolium
- Hardfloor
- The Hellacopters
- The Hives
- Johannes Bergmark
- Kingston Air Force
- The Latin Kings
- Malaise
- The Mist Of Avalon
- Nasum
- The Orb
- Peps Persson
- PJ Harvey
- Placebo
- Pluxus
- Sahara Hotnights
- Sista mannen på jorden
- The Sisters of Mercy
- Slinky Wizard
- Spirallianz
- S.P.O.C.K
- Star Sound Orchestra
- Superheroes
- Theatre of Tragedy
- Träd, Gräs och Stenar
- Tricky
- Welle:erdball
- The Young Gods
- Yvonne
- Zeromancer

## 2002
Arvikafestivalen 2002 ägde rum mellan 11 juli och 13 juli 2002.

- 22-Pistepirkko
- Amulet
- André Stitt
- Anthony Rother
- Assemblage 23
- Bad Cash Quartet
- Beezewax
- Bo Kaspers Orkester
- Bombshell Rocks
- Caesar's Palace
- Cirkus Max
- Covenant
- D.Rozenhall/M.Lundell
- DJ Anti
- DJ Axel
- DJ Bakke
- DJ Håkan Momenth
- DJ Joti Sidhu
- DJ Kvasi
- DJ Luke Eargoogle
- DJ MORG
- DJ Mark Allen
- DJ Nukem
- DJ SBK
- DJ Sid
- Das Ich
- David And The Citizens
- Deathstars
- Det låter Laddat
- Division of Laura Lee
- Doktor Kosmos
- Down And Away
- El Musico
- Eskobar
- Etnica
- Eva Maria Larsson
- Fattaru
- Firestone
- Futuredrome feat Freddie Wadling, 
 M-Rock, Ebbott + liveband
- Geijser
- Going Magma
- Granada
- Grounded Blix
- Haujobb
- Ich bin Laden
- Icon of Coil
- Infected Mushroom
- Infinite Mass
- Institut
- Johannes Bergmark
- Joseph Arthur
- Kingston Air Force
- Klubb Super 8
- LOG
- Lame Ducks
- Lars Demian
- Last Days of April
- Liquid Phase
- Luke Slater
- M.Hederos och M.Hellberg
- Magnetrixx
- Melody Club
- Miss Kittin & The Hacker
- Missljud
- Moder Jords Massiva
- Mohammed
- Muse
- Mustasch
- Mynta
- Nationalteatern
- Opeth
- Orbital
- Pain
- Pain Solution
- Paris
- Peace Division
- Phrank
- Pluxus
- Primal Scream
- Puss
- Pär Thörn
- RAUN
- RE:Orient Club
- Radio Hit Ensemble
- Run Level Zero
- SI Futures
- SU-EN Butoh Co.
- Seabound
- Skitsystem
- Soft Cell
- Sound of Habib Soundsystem
- Sparzanza
- Stabb
- Surferosa
- Svenska Akademien
- Swan Lee
- Talamasca
- Teatr Biuro Podrozy
- Tech Noir
- The (International) Noise Conspiracy
- The 69 Eyes
- The Belacqua Project
- The Centre for Transgressive Behaviors
- The Cure
- The Delta
- The Graves
- The Mission[förtydliga]
- The National Anthems
- The Perishers
- The Plan
- Thee Ultra Bimboos
- Tiamat
- Ticon
- Timo Maas
- Tribeca
- Twice A Man
- Voice of a Generation
- Weeping Willows
- Zensor

## 2003
- Acid House Kings
- Ad Lib
- Ad Lib + Marcus Birro
- Albin Balthasar Lundmark
- Alice in Videoland
- Alien Project
- Alpine Those Myriads
- Astrix
- Beth Orton
- Bigelf
- Björk
- Chicks on speed
- Cirkus Empati
- Clown Factory
- Colony 5
- Crüxshadows
- D Diggler
- D Muttant
- DAF
- David Lindh & Hail Marys
- De Stijl
- Debattboxning med Dogge Doggelito
- Dj Atmos
- Dj Chab
- Dj Manuel
- Dj Mhonolink
- Dj Oliver Klein
- Dj Pascal F.E.O.S.
- Dj Scotty
- Dj Tege
- Dj Tsuyoshi Suzuki
- Dj:s Montagu & Golkonda
- Don Juan Dracula
- Dozer
- Dub Sweden
- E-Craft
- Electric Tease
- Fireside
- Flying Edward
- Franke
- Front 242
- Garbage Angels
- Gåte
- Gogol Bordello
- Going Magma
- Gothminister
- Gycklargruppen TriX
- Håkan Hellström
- Hedningarna
- HIM
- Homy
- Hundarna från Söder
- I - F
- Interlace
- Jeans Team
- JmyHaze Beatbox
- Joujouka
- JR Ewing
- Kaizers Orchestra
- Kamera
- Kitbuilders
- Kristian Anttila
- Ladytron
- Liberator
- Looptroop
- Love Olzon
- Magenta
- Mando Diao
- Marcus Birro
- Materia Prima
- Melody Club
- Mental Dry Cleaner
- Mesh
- Mikael Wiehe
- Ministry
- Miss Universum

* Moneybrother
- Mono
- Moonspell
- Movimientos
- Multi Kulti Soundsystem
- Nasum
- Necton
- Niels Jensen Kompost
- Nine
- Open Mic
- Pain Solution - To bleed or not to bleed
- Pain Solution- The hang man
- Paola
- Paris
- Peter Dolving Band
- Poetry Slam
- Project Pitchfork
- Quit Your Dayjob
- Radio Hit Ensemblen
- Ralph Myerz and the Jack Herren Band
- Riad
- Ricochets
- Seven
- Shout Out Louds
- Slagsmålsklubben
- Södra Åkeriet
- Soulfly
- Sparks of Seven
- Stairland
- Statemachine
- Stereo Total
- Sven Andersson
- Synthetic / Deedrah
- System 7
- Talent & Shame
- Teater Dynamo - At the Office
- eater Karuna Presenterar Anton Tjechov: Björnen
- The belacqua project feat. KOEFF
- The Celophane Flower
- The Embassy
- The Monotypes
- The Radio Dept.
- The Sounds
- Thulsa Doom
- Tintomaras tårar
- Totalt Jävla Mörker
- TPIKSA
- Tyskarna från Lund
- Unusual Element
- USCB Allstars
- Vacca Foeda

## 2004
Arvikafestivalen 2004 ägde rum mellan 15 och 17 juli 2004.
- Alice in Videoland
- Allied Vision
- Auf der Maur
- Ayesha
- Bamboo Forest
- Bishop Allen
- Blanka
- Broder Daniel
- Burst
- C.Aarmé
- Cerrato
- Chandra
- CK
- Cradle Of Filth
- Daily Echo
- Damn!
- Datarock
- Deportees
- Disco Volante
- DJ Antaro
- DJ Dimitri
- DJ D-Nox
- DJ Kristofer Luke
- DJ Kvasi
- DJ Llopis
- DJ Morg
- DJ Pushava
- DJ Tati
- Echo and the Bunnymen
- Ellen Allien
- Emil Brikha
- Eskobar
- Etnoscope
- Faithless
- Fibes, Oh Fibes!
- Fixmer/McCarthy
- Gabriel Le Mar
- Gaffaman
- Gustav & The Seasick Sailors
- Her Majesty
- In Strict Confidence
- Iris
- Jens Lekman
- Johannes Anyuru
- Jonas Kullhammar Quartet
- Keane
- Kel
- Kingston Airforce
- Klungan
- Kraftwerk
- Kung Henry (den värsta)
- Laakso
- Lolita Stasi Collective
- Lustans Lakejer
- Magnet
- Male or Female
- Marit Bergman
- Meshuggah
- Minus
- Moder Jords Massiva
- Monkeystrikes
- Moonbabies
- Moves per Minute
- My Dying Bride
- Niccokick
- Olle Ljungström
- Patrick Wolf
- Poesibingo
- Poetry Slam
- Promoe
- Richard Reagh & wwnb2
- Sara Noxx
- Seventribe
- Shiva Chandra
- Skinny Puppy
- Snook
- Sophie Rimheden
- Soviac
- Space Tribe
- Spektralized
- Strip Music
- Sturm Café
- SUB6
- Sun Control Spieces
- The Accidents
- The Future Sound of London
 presents AMORPHOUS ANDROGYNOUS
- The Immortal Lee County Killers
- The Legends
- The Low Frequency In Stereo
- The Soundtrack of Our Lives
- The Sweetbacks
- The Tiny
- This fish needs a bike
- Universal Poplab
- Weeping Willows
- Vive La Fête
- Wízzy Noise
- Wolfsheim
- Yahel

## 2005
Arvikafestivalen 2005 ägde rum mellan 14 och 16 juli 2005.

- 8kHz Mono
- Ane Brun
- Annie
- Arise
- Bright Eyes
- Brus
- CDOASS
- Chris Pointdexter
- Code 64
- Cult of Luna
- cut.rate.box
- DAF
- Deltahead
- Differnet
- Dimbodius
- DJ Enden & DJ Sne
- DJ GEN6
- DJ Justin Sorell
- DJ Kvasi
- DJ Martin H
- DJ Morg
- DJ Sangeet
- DJ Thomas Penton
- DJ Xavier Morel
- Ed Harcourt
- Electrocute
- Elegant Machinery
- Enter the Hunt
- Entombed
- Freddie Wadling
- Frida Hyvönen
- Gåte
- Henry Fiat’s Open Sore
- Lo-Fi-Fnk
- Håkan Hellström
- Håkan Lidbo
- Infected Mushroom
- Infusion
- Johnossi
- Junior Boys
- Khonnor
- Kilroy
- kiN
- Lars Winnerbäck & Hovet
- Madrugada
- Moneybrother
- Mugison
- Necro Facility
- New Order
- Ov-silence Oli
- Path of No Return
- Powerplay
- Rilo Kiley
- Robyn
- Sensient
- Silverbullit
- Slagsmålsklubben
- Spetsnaz
- Strip Music
- The Ark
- The Faint
- The Je Ne Sais Quoi
- The kid
- The Kristet Utseende
- The Similou
- The Tough Alliance
- They Live by Night
- Tiger Tunes
- Timbuktu & Damn!
- VNV Nation
- Welle:Erdball
- X-Dream
- :SITD:
- ingenting

## 2006
Arvikafestivalen 2006 ägde rum mellan 13 och 15 juli 2006.

- 047
- Alice In Videoland
- Arch Enemy
- Ayo
- Billie the Vision & the Dancers
- Blutengel
- Burst
- Cheshire Cat
- Client
- Colony 5
- Combichrist
- Covenant
- Dia Psalma
- Dj Ken1
- Dj Kvasi
- Evergrey
- Face Down
- Firefox AK
- Franz Ferdinand
- Funker Vogt
- Hellfueled
- Hello Saferide
- Hype
- Irya Gmeyner
- Johnny Boy
- Juno Reactor
- Kaizers Orchestra
- Khoma
- Laakso
- Ladytron
- Laleh
- Le Mans
- Mesh
- Midaircondo
- Montt Mardié
- Nationalteatern
- Nitzer Ebb
- Nun
- OFORIA
- Opel
- Pascal
- Patrik Kolar & His Funky Friends
- [[Petter (artist)}|Petter]]
- Satyricon
- Sirqus Alfon
- Slagsmålsklubben
- Snow Patrol
- Sophie Rimheden
- Suburban Kids With Biblical Names
- Swing Fly
- Teddybears STHLM
- The Ark
- The Embassy
- The Knife
- The Radio Dept.
- Thermostatic
- The Soulshake Express
- The Sounds
- The Young Gods
- The Brayndead Freakshow
- Threshold Productions
- Thåström
- Tiger Lou
- Timo Räisänen
- Torgny Melins
- Turbonegro
- Xerox & Illumination

## 2007
Arvikafestivalen 2007 ägde rum mellan 12 och 14 juli 2007.

- 120 Days
- Aerial
- Air Bureau
- Apoptygma Berzerk
- Asha Ali
- Ashbury Heights
- Backlash
- Bloc Party
- Boeoes Kaelstigen
- Consequences
- Dada Life
- Dark Tranquillity
- Detektivbyrån
- Dibaba
- DJ Adeline Supreme
- DJ Anaya
- DJ Anneli
- DJ Funky Tuna
- DJ Gavana
- DJ Kvasi
- DJ La Fleur
- DJ Lady Sun
- DJ Mikronesien
- DJ Monica
- Ellen Allien
- Emil Jensen
- Emmon
- Familjen
- Front Line Assembly
- Frozen Plasma
- Hans Appelqvist
- Hellsongs
- Hey Willpower
- Hocico
- IAMX
- Iambia
- Ida Maria
- Imajica
- In Flames
- Infected Mushroom
- Ingenting
- Jor- El + DJ Khim
- Juvelen
- Keep Of Kalessin
- Kloq
- Kristian Anttila
- Last Days of April
- Lillasyster
- Maia Hirasawa
- Majken tajken
- Mando Diao
- Marit Bergman
- Melody Club
- Memfis
- Midnight monkeys
- Militant Cheerleaders On The Move
- Miss Li
- Mixtapes & Cellmates
- Mustasch
- Necro Facility
- Nine
- Nouvelle Vague
- Pain
- Paper Faces
- Patrick Wolf
- Pluxus
- Portion Control
- Power play
- Sabaton
- Scissor Sisters
- Shout Out Louds
- Slagsmålsklubben
- Sonic syndicate
- Strip Music
- Svenska Akademien
- The 69 Eyes
- The Ark
- The Magic Numbers
- The Mellow Bright Band
- The Scrags
- The Tough Alliance
- Timbuktu
- Tingsek
- Vapnet
- VNV Nation
- Vomitory
- Weeping Willows
- Wendy McNeill
- Within Temptation
- Yo yo yo Acapulco
- Zeitgeist

## 2008
Arvikafestivalen 2008 ägde rum mellan 3 och 5 juli 2008.

- A Mountain Of One
- Adam Tensta
- Alice in Videoland
- All Ends
- Ammotrack
- And One
- Anna Järvinen
- Assemblage 23
- Avatar
- Behemoth
- Britta Persson
- Chic
- Combichrist
- Crazy Lixx
- Cut Copy
- Danger
- Death Cab for Cutie
- Deathstars
- De Lyckliga Kompisarna
- Doktor Kosmos
- Efterklang
- El Perro Del Mar
- Enforcer
- Familjen
- Firefox AK
- Hardcore Superstar
- Hot Chip
- Housewives
- Håkan Hellström
- Interpol
- Jive
- Kate Nash
- Kent
- Kleerup
- Kocky
- Lacrosse
- Lola Angst
- Looptroop
- Lykke Li
- Magnus Tingsek
- Maps
- Markus Krunegård
- Miss Cmy
- M.I.A.(Inställt)[10]
- Moonspell
- Moto Boy
- MSTRKRFT
- O'death
- Owl Vision
- Red Cell
- Rigas
- Robyn
- Rotersand
- Sagor & Swing
- Saul Williams
- Slagsmålsklubben
- Slayer
- Soilwork
- Soman
- S.P.O.C.K.
- Streetlife DJ's
- Suicide Commando
- Surkin
- Tall, Dark 'n' Handsome
- Tamtrum
- The Berndt
- The Crüxshadows
- The Go! Team
- The Kooks
- The Mary Onettes
- The Soulshake Express
- The Touch
- Ticking Bombs
- Tikkle Me
- Timo Räisänen
- Totalt Jävla Mörker
- Universal Poplab
- Volbeat
- Yelle

## 2009
Arvikafestivalen 2009 ägde rum mellan 2 och 4 juli 2009.

- Adam Heldring
- Adiam Dymott
- Adrian Lux
- Aesthetic Perfection
- Alice in Videoland
- Andreas Tilliander
- Anna Ternheim
- Arvid
- Audionom
- Badmouth
- Bascule Catastrophe
- bob hund
- Boogie Wonderband
- Bullet
- Burger/Voigt
- Burst
- Casiokids
- Cilihili
- Coma
- DAF
- David Ronàld & Band
- De/Vision
- Depeche Mode
- Detektivbyrån
- Diary of Dreams
- Diggapony
- DJ Camp
- Dyno
- Eagles of Death Metal
- Elegant Machinery
- Elenette
- Emil Jensen
- Emmon
- En eftermiddag med Depeche Mode
- Engel
- Fever Ray
- First Aid Kit
- Fleet Foxes
- Florence Valentin
- Frida Hyvönen
- Gaby and the Guns
- Håkan Lidbo
- Hoffmaestro
- Hypnotic Ant
- I Are Droid
- Jag är Axel Von Fersen
- James Yuill
- Jay & Erik
- Jenny Wilson
- Jo Saurbier
- Joel Alme
- Jonna Lee
- Karl Johan
- Kite
- Klas Eriksson
- Komikerna
- KoRn
- Lagrotta
- La Fleur
- Lillasyster
- Little Boots
- Lorentz & M. Sakarias
- Lowood
- LUR
- Mando Diao
- Mary Fay
- Maud Lindström
- Mind.In.A.Box
- Motor
- Moulinex
- Mustasch
- Nine Inch Nails
- Nordpolen
- Nour El Refai
- Ny text!
- Opeth
- Oslipat
- P3 Sommarsession: Detektivbyrån
- Palpitation
- Parken
- Poetry Slam Allstars
- Poni Hoax
- Raid
- Requiem
- Röyksopp
- Sackse & Hagen
- Safemode
- Santigold
- Science of Demise
- Sirqus Alfon
- Style of Eye
- Swedish For Beginners
- Thåström
- The Field
- The Mars Volta
- The Mobile Homes
- The Sounds
- Thermostatic
- This is not a game of who the fuck are you
- Tiger Lou
- Tobias Becker
- Trumvärk & Slagord
- VETO
- Welle:Erdball
- Xinobi

## 2010
- Adept
- Agent Side Grinder
- Alice In Videoland
- Amorphis
- Anna von Hausswolff
- Babyshambles
- Bjørn Torske
- Boy 8-bit
- Chromeo
- Combichrist
- Corroded
- Cristian Dinamarca
- Cryo
- Danger
- Degradead
- Den Svenska Björnstammen
- Deportees
- diskJokke Band
- Donkeyboy
- Dufvan
- Dum Dum Girls
- Ellen Allien + Pfadfinderei
- Familjen
- Four Tet
- Handen på hjärtat
- Harald Björk [LIVE]
- Hästpojken
- Holy Ghost! [LIVE]
- Hypocrisy
- IAMX*
- In Flames
- Invasionen
- Jamobilen (Riksteaterns mobila scen)
- Jinder
- JJ
- Johnossi
- Kent
- Khoma
- Kenton Slash Demon
- Le Corps Mince de Françoise
- Lenka
- Leæther Strip
- Louis La Roche
- Love Is All
- Makthaverskan
- Markus Krunegård
- Maskinen
- Mattias Alkberg
- Miike Snow
- Mixtapes & Cellmates
- Monostrip
- Monty
- Name the Pet
- Nitzer Ebb
- Oskar Linnros
- Ost & Kjex
- Ou Est Le Swimming Pool
- Owl Vision
- P3 Sommarsession med Hästpojken
- Page
- Per Egland
- Regina Spektor
- Robyn
- S.P.O.C.K
- Sambassadeur
- Satan Takes a Holiday
- Shout Out Louds
- Simian Mobile Disco
- Skatebård
- Sparzanza
- Steso Songs
- Super Viral Brothers
- TAjT
- Takida
- Teddybears
- The Big Pink
- The Golden Filter
- The Radio Dept.
- The Twelves
- This Is Head
- Timo Räisänen
- Universal Poplab
- Verkstaden
- Vit Päls
- VNV Nation
- Volbeat
- Wareika [Live]
- When Saints Go Machine
- Wolf
- Yeasayer
- [ingenting]